# Mauricio Pellegrino
Mauricio Andrés Pellegrino (Leones, 5 ottobre 1971) è un allenatore di calcio ed ex calciatore argentino, di ruolo difensore, tecnico del Lanús.

## Biografia
È il fratello maggiore di Maximiliano Pellegrino e il padre di Mateo Pellegrino.

## Carriera

### Giocatore

#### Club
Cresciuto nel Sarmiento (J), nel 1987 passa al Vélez Sarsfield con cui debutta nel 1990. Qui fino al 1998 vince 8 titoli: 3 campionati clausura (1993, 1996, e 1998), 1 campionato Apertura (1995), 1 Coppa Libertadores (1994), 1 Coppa Intercontinentale (1994), 1 Coppa Interamericana (1996), 1 Supercoppa Sudamericana (1996) e 1 Recopa Sudamericana (1997). In totale disputa 186 partite segnando 11 gol.
Nel 1998 viene preso in prestito dal Barcellona di Louis van Gaal e José Mourinho. In un anno colleziona 23 presenze e vince la Liga.
A fine prestito il Vélez Sarsfield lo vende definitivamente al Valencia. Qui in 5 stagioni e mezzo disputa 197 partite e segna 6 gol, vincendo 5 trofei: 2 campionati (2001-2002 e 2003-2004), 1 Supercoppa di Spagna (1999), 1 Supercoppa UEFA (2004) e 1 Coppa UEFA (2004). Nella stagione 2000-2001 gioca la finale di Champions League con il Valencia sbagliando il rigore decisivo, facendo così sfumare la possibilità per la squadra spagnola di vincere per la prima volta la maggiore competizione europea per club. Nel febbraio 2004 nella partita contro il Malaga sviene in campo, perdendo coscienza. Dopo una settimana di riposo torna a giocare normalmente.
Nel gennaio 2005 passa al Liverpool seguendo il suo ex-allenatore al Valencia, Rafael Benítez. Dopo 12 presenze di campionato, a fine stagione passa all'Alavés dove nel 2006, con 14 presenze, chiude la carriera da calciatore.

#### Nazionale
Con la nazionale argentina ha partecipato alla Copa América 1997, scendendo in campo 3 volte.

### Allenatore
Dal 2008 al 2010 è il vice-allenatore di Rafael Benítez al Liverpool.
Il 10 giugno 2010 segue Benitez all'Inter ricoprendo sempre lo stesso ruolo. Qui ritrova il suo ex compagno dei tempi del Valencia, Amedeo Carboni come consulente di Benitez. Con l'esonero dell'allenatore iberico, il 23 dicembre termina anche il suo incarico.
Il 7 maggio 2012 viene ingaggiato dal Valencia, che inizierà ad allenare dal successivo giugno, dopo l'addio di Unai Emery. L'esperienza dura però poco: il 1º dicembre seguente viene esonerato dopo che la squadra aveva ottenuto soltanto 18 punti in campionato.
Il 7 aprile 2013 l'Estudiantes (LP) annuncia il suo ingaggio. Il 14 aprile 2015 Pellegrino viene esonerato dal presidente Juan Sebastián Verón.
Nel giugno 2015 è ingaggiato dall'Independiente.
Il 26 giugno 2016 torna alla guida del neopromosso Alavés per rimpiazzare José Bordalás. Ottiene la qualificazione alla finale di Copa del Rey, che perde contro il Barcellona.
Il 23 giugno 2017 Pellegrino è chiamato alla guida del Southampton, con cui firma un triennale. È esonerato il 12 marzo 2018, dopo aver ottenuto solo una vittoria negli ultimi 17 match.
Il 2 giugno 2018 si accorda con il Leganés. Dopo avere ottenuto la salvezza al primo anno, e avere rinnovato fino al 2021 al termine della stagione, al secondo la squadra fa fatica, tanto che dopo 9 partite (in cui ha ottenuto solo 2 punti) viene esonerato.
Il 16 aprile 2020 diviene il nuovo allenatore del Vélez Sarsfield. Il 23 marzo 2022 lascia l'incarico.
Dopo quasi due anni, il 24 gennaio 2024 torna a sedere su una panchina, venendo ingaggiato dal Cadice.

## Statistiche

### Cronologia presenze e reti in nazionale
| Cronologia completa delle presenze e delle reti in nazionale ― Argentina | Cronologia completa delle presenze e delle reti in nazionale ― Argentina | Cronologia completa delle presenze e delle reti in nazionale ― Argentina | Cronologia completa delle presenze e delle reti in nazionale ― Argentina | Cronologia completa delle presenze e delle reti in nazionale ― Argentina | Cronologia completa delle presenze e delle reti in nazionale ― Argentina | Cronologia completa delle presenze e delle reti in nazionale ― Argentina | Cronologia completa delle presenze e delle reti in nazionale ― Argentina |
| Data                                                                     | Città                                                                    | In casa                                                                  | Risultato                                                                | Ospiti                                                                   | Competizione                                                             | Reti                                                                     | Note                                                                     |
| ------------------------------------------------------------------------ | ------------------------------------------------------------------------ | ------------------------------------------------------------------------ | ------------------------------------------------------------------------ | ------------------------------------------------------------------------ | ------------------------------------------------------------------------ | ------------------------------------------------------------------------ | ------------------------------------------------------------------------ |
| 11-6-1997                                                                | Cochabamba                                                               | Argentina                                                                | 0 – 0                                                                    | Ecuador                                                                  | Coppa America 1997 - 1º turno                                            | -                                                                        |                                                                          |
| 14-6-1997                                                                | Cochabamba                                                               | Argentina                                                                | 2 – 0                                                                    | Cile                                                                     | Coppa America 1997 - 1º turno                                            | -                                                                        |                                                                          |
| 17-6-1997                                                                | Cochabamba                                                               | Argentina                                                                | 1 – 1                                                                    | Paraguay                                                                 | Coppa America 1997 - 1º turno                                            | -                                                                        |                                                                          |
| Totale                                                                   |                                                                          | Presenze                                                                 | 3                                                                        |                                                                          | Reti                                                                     | 0                                                                        |                                                                          |

## Palmarès

### Giocatore

#### Competizioni nazionali
- Campionato argentino: 4

Vélez Sarsfield: Clausura 1993, Apertura 1995, Apertura 1996, Clausura 1998
- Campionato spagnolo: 3

Barcellona: 1998-1999
Valencia: 2001-2002, 2003-2004
- Supercoppa di Spagna: 1

Valencia: 1999

#### Competizioni internazionali
- Coppa Libertadores: 1

Vélez Sarsfield: 1994
- Coppa Intercontinentale: 1

Vélez Sarsfield: 1994
- Coppa Interamericana: 1

Vélez Sarsfield: 1994
- Supercopa Sudamericana: 1

Vélez Sarsfield: 1996
- Recopa Sudamericana: 1

Vélez Sarsfield: 1997
- Coppa UEFA: 1

Valencia: 2003-2004